# Darren Chen
Darren Chen, nato Kuan Hung (caratteri cinesi: 官鴻, pinyin: Kuān Hung; Taipei, 15 gennaio 1995) è un attore taiwanese, conosciuto principalmente a livello internazionale come co-protagonista della serie distribuita da Netflix Meteor Garden (2018), nel ruolo di Huaze Lei.

## Biografia
Nato il 15 gennaio 1995 a Taiwan, Darren Chen ha frequentato la Taipei Municipal Heping High School.

## Carriera
Chen ha debuttato come attore nel 2016, con il ruolo di Lin Yutang nella web serie fantasy Proud of Love, seguita poi da un sequel.
Nel 2018 è stato scelto nel ruolo del co-protagonista Huaze Lei nel teen drama di successo Meteor Garden, reboot dell'omonima serie taiwanese del 2001 e tratta dallo shōjo manga giapponese Hanayori Dango di Yōko Kamio. La serie, distribuita nel 2018 da Netflix, ha catapultato i suoi protagonisti sulla scena internazionale.
Lo stesso anno, Chen e i co-protagonisti di Meteor Garden Dylan Wang, Connor Leong e Caesar Wu sono stati presentati nella copertina dell'edizione di novembre di Harper's Bazaar Cina.
Sempre nel 2018, l'attore ha debuttato sul grande schermo nella commedia romantica Oversize Love
Nel 2019, Chen è stato scelto come protagonista della serie storica drammatica The Sleuth of the Ming Dynasty, prodotta da Jackie Chan. La serie è stata distribuita da iQiyi a partire dal primo aprile 2020.

## Filmografia

### Cinema
| Anno | Titolo inglese | Titolo cinese | Ruolo    | Note   |
| ---- | -------------- | ------------- | -------- | ------ |
| 2020 | Oversize Love  | 月半爱丽丝    | Huang Ke | [ 10 ] |

### Serie televisive
| Anno | Titolo inglese                 | Titolo cinese | Ruolo      | Rete originale   | Note   |
| ---- | ------------------------------ | ------------- | ---------- | ---------------- | ------ |
| 2016 | Proud of Love                  | 别那么骄傲    | Lin Yutang | Youku            | [ 3 ]  |
| 2017 | Proud of Love 2                | 别那么骄傲2   | Lin Yutang | Youku            | [ 4 ]  |
| 2018 | Meteor Garden                  | 流星花园      | Huaze Lei  | Hunan TV/Netflix | [ 5 ]  |
| 2020 | The Sleuth of the Ming Dynasty | 成化十四年    | Tang Fan   | iQiyi            | [ 12 ] |
| 2020 | My Unicorn Girl                | 盔甲上的少女  | Wen Bing   | iQiyi            | [ 13 ] |
| 2020 | No Boundary                    | 玉昭令        | Zhan Hong  | iQiyi            | [ 14 ] |
| 2020 | No Boundary 2                  | 玉昭令        | Zhan Hong  | iQiyi            | [ 14 ] |

## Discografia
| Anno | Titolo inglese                     | Titolo cinese | Album                                         | Note                                       |
| ---- | ---------------------------------- | ------------- | --------------------------------------------- | ------------------------------------------ |
| 2018 | "For You"                          |               | Colonna sonora Meteor Garden 2018             | feat. Dylan Wang, Connor Leong e Caesar Wu |
| 2018 | "Creating Memories"                | 创造回忆      | Colonna sonora Meteor Garden 2018             | feat. Dylan Wang, Connor Leong e Caesar Wu |
| 2018 | "Never Would've Thought of"        | 从来没想到    | Colonna sonora Meteor Garden 2018             | feat. Dylan Wang, Connor Leong e Caesar Wu |
| 2018 | "The Tenderness Behind the Flower" | 花背后的温柔  | Colonna sonora Meteor Garden 2018             | [ 15 ]                                     |
| 2020 | "Mortal World "                    | 凡尘          | Colonna sonora The Sleuth of the Ming Dynasty |                                            |
| 2020 | "Late at Night"                    | 夜阑珊        | Colonna sonora The Sleuth of the Ming Dynasty | feat. Fu Mengbo e Liu Yaoyuan              |